# 本州
本州（）は、島国である日本の最大の島である。極東そして東アジアの沿岸沖に位置し、最高標高3,776m、面積227,942.85km2。世界の島の中では、面積はインドネシアのスマトラ島に次ぐ第7位、人口はジャワ島に次ぐ第2位である。また日本のGDPの8割以上を生産し、2位のグレートブリテン島（イギリス）を抑えて経済規模が世界最大の島でもある。
地質学や考古学などでは本州島という名称も使用される。
本州には34の都府県（1都2府31県）がある。日本国内では、本州とその付随する島を合わせて「本州地方」と言うが、単に「本州」と呼称する場合もある。
「本州」という名は、日本の主要な島であることに由来し、古代の呼称は「秋津島」・「秋津洲」（あきつしま、あきづしま）などが知られる（本州#歴史書における呼称）。

## 地理

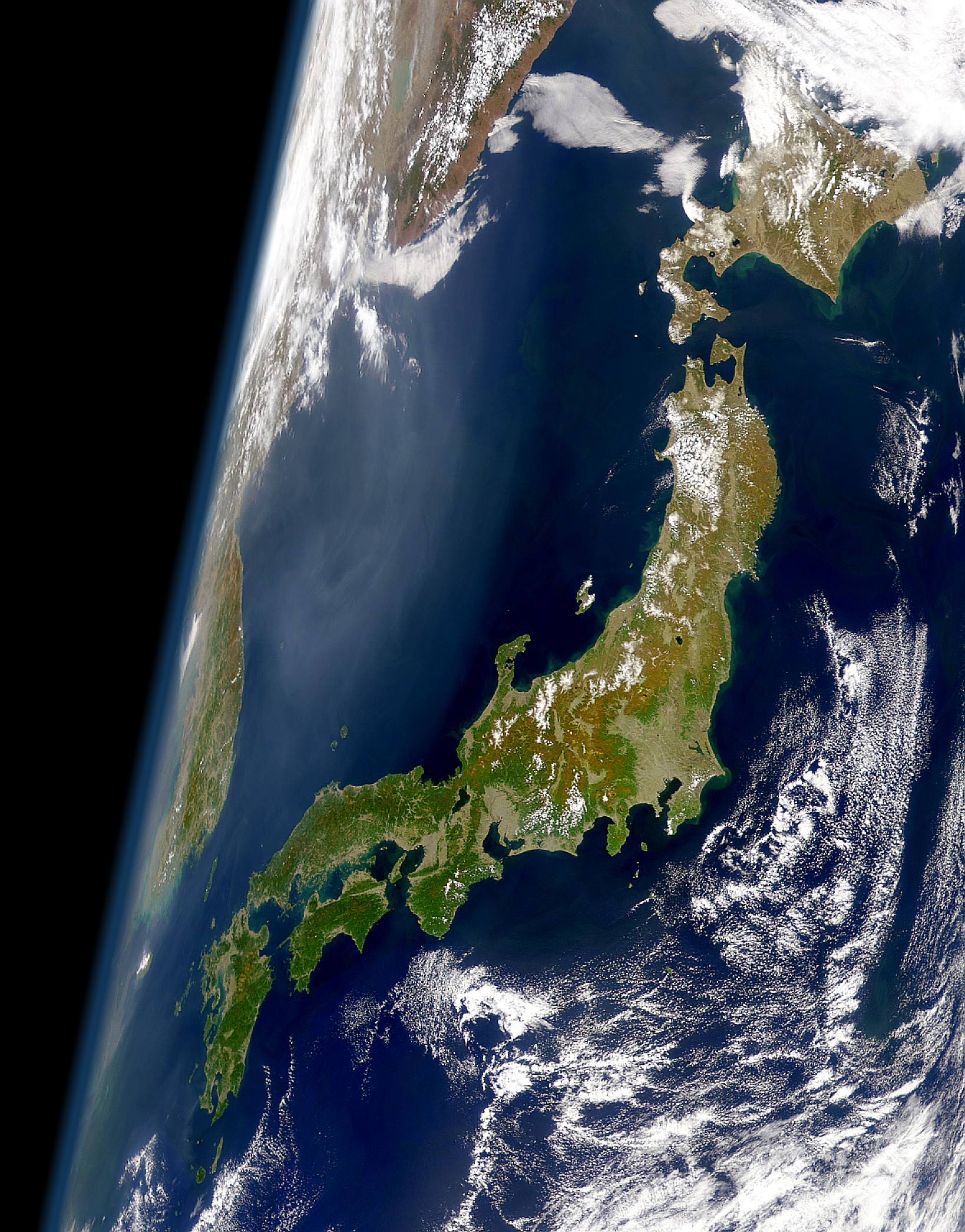
日本列島（中央の最大の島が本州）

本州の地図

ユーラシアの東端（欧米から極東と呼ばれる地域）そして東アジアの中でも特に東方の沿岸沖に位置し、北海道島、四国島、九州島、付随する島とともに日本列島を構成している。日本列島は日本海を囲むように弓状に伸びており（写真参照）、こうした形状はプレートの境界域に形成された列島によく見られる弧状列島の特徴である。
本州は主に付加体（プレートテクトニクスにより、海洋のプレートが海溝に沈み込む際に、海洋プレートの上に堆積したさまざまな岩石が陸側のプレートに押しつけられて付加したもの）と火山活動による岩盤からなる。
地質学的には、ユーラシアプレート東端、北アメリカプレート南西端、フィリピン海プレートの北端がこの本州付近で衝突しており、ユーラシアプレートと北アメリカプレートの境界線がフォッサマグナとなっている。また、このフォッサマグナを中心に、本州の東西軸と南北軸が入れ替わり、弓状となっている。
本州は日本の国土の面積の約60%を占め、人口の約80%を擁する。同島内に都府県庁所在地を置く都府県の2020年（令和2年）国勢調査人口の合計（本州と付随する島を含む）は1億297万8876人、2014年（平成26年）10月1日の面積合計（本州と付随する島を含む）は227,943.05km2。
首都たる東京都は、太平洋側で、島のほぼ東西軸と南北軸が入れ替わる中央に位置する。34の都府県に分かれる。
日本列島の他の主要な3つの島（北海道、九州、四国）とは青函トンネル、本州四国連絡橋（神戸・鳴門ルート、児島・坂出ルート、尾道・今治ルート）、関門橋、関門トンネル（山陽本線）、新関門トンネル（山陽新幹線）、関門トンネル（車道・人道）で連結されている。
- 北端：青森県下北郡大間町の大間崎（北緯41度33分、北緯41度32分46.9秒 東経140度54分45.3秒）
- 南端：和歌山県東牟婁郡串本町のクレ崎（北緯33度26分、北緯33度25分59.6秒 東経135度45分44.9秒）
- 東端：岩手県宮古市の魹ヶ崎（東経142度4分、北緯39度32分52.6秒 東経142度4分20.7秒）
- 西端：山口県下関市の毘沙ノ鼻（東経130度51分、北緯34度6分38.9秒 東経130度51分37.8秒）

## 行政
東北地方
青森県・岩手県・宮城県・秋田県・山形県・福島県
関東地方
茨城県・栃木県・群馬県・埼玉県・千葉県・東京都・神奈川県
中部地方
北陸地方
新潟県・富山県・石川県・福井県
甲信地方
山梨県・長野県
東海地方
岐阜県・静岡県・愛知県
近畿地方
三重県・滋賀県・京都府・大阪府・兵庫県・奈良県・和歌山県
中国地方
鳥取県・島根県・岡山県・広島県・山口県

## 歴史書における呼称
日本は14,125の島で構成される島国であるが、日本最古の歴史書 『古事記』 (712年献上) では、「日本」を「大八島国」（おおやしまのくに）と呼び、「八つの島」の総称としている（登場順に現代の呼称表記で、淡路（あわじ）、四国、隠岐（おき）、九州、壱岐（いき）、対馬（つしま）、佐渡、本州 ）。
この中で8番目に登場する「本州」の原文での呼称表記は2つ示されており、「大倭豊秋津島（おおやまととよあきつしま）」と「天御虚空豊秋津根別（あまつみそらとよあきつねわけ）」である。後者は本州の神名であり、『古事記』の男神女神の交互の順から女神の扱いになるはずだが、あえて明記されていない（この前後の島は明確に男神女神と記されている）。
『日本書紀』（720年完成）では、「日本」を「大八洲国」（おおやしまのくに）、「本州」を、「大日本豊秋津洲（おおやまととよあきつしま）」と表記している。

## その他
「本州」とは端的には本州島（および場合によっては本州島に付属するとされる島嶼）を指すが、初代沖縄県令である鍋島直彬が『言語風俗ヲシテ本州卜同一ナラシムルハ当県施政上最モ急務ニシテ其法固ヨリ教育二外ナラス』と大蔵省に上申したように、「本土」あるいは「内地」的な意味で使用される場合がある。特に北海道では札幌やその周辺部で東北以南を「本州」とする用法がある。
気象庁の定義では、本州に四国・九州を加え、その周辺海域を含める形で「本州付近」と呼んでいる。

## 動物・植物・菌類
動物地理区上日本列島は、鹿児島県のトカラ列島の悪石島と小宝島との間の渡瀬線という分布境界線により二分されている。渡瀬線より北は旧北区に属し（渡瀬線より南は東洋区）、さらに対馬海峡線によって対馬と、またブラキストン線によって北海道と区分される。その内側のうち本州は本州南岸線（江崎悌三が提唱した昆虫の分布限界線。年平均最低気温-3.5℃の等温線）によって南北に区分され、南側は四国・九州と共通の地理区をなす。
植物区系においては、全北区系界（マツ、モミ、サクラ、カエデ、ユリの各属などに固有種が多い）に属する。植生は本州の気候では、1)南西諸島から東北南部に広がる常緑広葉樹（照葉樹）の森林、2)九州南部から北海道南部までの落葉広葉樹の森林が気候的極相となるが、そうした地域は多くない。
菌類は様々な固有種が分布する。
| 名前                     | タイプ | ノート |
| ------------------------ | ------ | --- |
| ニホンザル               | 動物   | 日本固有種。本州、四国、九州とその周辺の島々（瀬戸内海周辺など）に分布するサル。南限は屋久島（鹿児島県）、北限は下北半島（青森県）である。 |
| ニホンツキノワグマ       | 動物   | ツキノワグマの1亜種で本州、四国に分布するが、九州では絶滅したものとみなされている。 |
| ニホンオオカミ           | 動物   | 絶滅。本州、四国、九州に生息していたオオカミの1亜種。 |
| ホンドタヌキ             | 動物   | タヌキの日本産亜種。本州、四国、九州。平地から亜高山帯（標高2,000m超）まで、多様な環境で棲息している。佐渡島や壱岐島、屋久島などの島に棲息する本亜種は人為的に移入された個体である。 |
| ホンドギツネ             | 動物   | キツネ（アカギツネ）の亜種で、本州、四国、九州に分布する。 |
| 秋田犬                   | 動物   | 日本犬の一種。本州の秋田県原産。 |
| 甲斐犬                   | 動物   | 日本犬の一種。本州の山梨県原産。 |
| 紀州犬                   | 動物   | 日本犬の一種。本州の三重県から和歌山県にかけてが原産。 |
| 柴犬                     | 動物   | 日本犬の一種。1930年、本州の島根県の二川村(現在 益田市美都町)で日本の古来種である石見犬から誕生した。 |
| ホンドテン               | 動物   | テンの亜種で、本州、四国、九州に分布する。 |
| ホンドオコジョ           | 動物   | オコジョの亜種で、本州の、中部以北の山地に分布する。 |
| ニホンイイズナ           | 動物   | ユーラシア・北アメリカの北部に広く分布するイイズナの亜種。本州の青森県、秋田県、岩手県の一部地域に分布する。青森県産個体に基づいて記載された本亜種は、北海道産のものと染色体数（北海道産 2n=42、青森 県産 2n=38）や核型、頭骨形態などに違いが認められている。本州産は北海道のものより小型である。 |
| ニホンジカ               | 動物   | 日本（北海道、本州、四国、九州（一部の島嶼を含む））、中国大陸、ロシア。北朝鮮、ベトナムでは絶滅したと考えられ、韓国では絶滅した。台湾に再導入。 |
| ニホンカモシカ           | 動物   | 日本特産種。北海道を除く日本各地（本州、四国、九州）に分布する。 |
| ニホンイノシシ           | 動物   | イノシシの亜種、Japanese boar。本州、四国、九州、淡路島に分布。 |
| ニホンノウサギ           | 動物   | 日本固有種。本州・四国・九州に分布。 |
| ムササビ                 | 動物   | 北海道を除く日本各地（本州、四国、九州）と朝鮮半島、中国（四川省、雲南省など）に分布する。 |
| ニホンモモンガ           | 動物   | 日本固有種。本州、四国、九州に分布する。なお、北海道にはエゾモモンガ（タイリクモモンガの亜種）が分布する。 |
| ヤマネ                   | 動物   | 日本固有種。本州、四国、九州に分布。 |
| ハタネズミ               | 動物   | 日本固有種。本州、九州および佐渡島に分布。 |
| アズマモグラ             | 動物   | 日本固有種。本州中部以北、四国、中国、近畿の山地に分布。 |
| コウベモグラ             | 動物   | 日本固有種。本州、四国、九州、種子島、屋久島、隠岐諸島、対馬などに分布。 |
| ヒミズ                   | 動物   | 日本固有種。本州・四国・九州に分布。 |
| ヒメヒミズ               | 動物   | 日本固有種。本州、四国、九州の山地に分布。 |
| モリアブラコウモリ       | 動物   | 日本固有種。本州、四国、九州に分布。 |
| クロホオヒゲコウモリ     | 動物   | 日本固有種。中国地方を除く本州及び四国に分布。 |
| コキクガシラコウモリ     | 動物   | 日本固有種。北海道、本州、四国、九州。 |
| カグヤコウモリ           | 動物   | 日本固有種。北海道、岐阜県、石川県から北側の本州。 |
| クロホオヒゲコウモリ     | 動物   | 日本固有種。本州、四国、九州。 |
| モリアブラコウモリ       | 動物   | 日本固有種。本州、四国。 |
| クビワコウモリ           | 動物   | 日本固有種。本州の石川県、岐阜県、埼玉県、静岡県、栃木県、富山県、長野県、福島県、山梨県など。 |
| ニホンイヌワシ           | 動物   | Japanese golden eagle 北極圏を除く北半球の中緯度，高緯度地方に分布するイヌワシの亜種。日本では、北海道、本州、とくに東北から北陸にかけて分布する。 |
| ウグイス                 | 動物   | 日本と、アムール川（黒竜江）から揚子江にかけての東アジアにのみ産する。日本では全国で繁殖し、本州から九州では冬は低地や暖地に移動する。北海道では夏鳥。南西諸島では主に冬鳥だが、北部では繁殖するものもある。小笠原諸島などにも分布している。                                                      |
| ヤマドリ                 | 動物   | 本州、四国、九州にのみ分布する日本特産種。 |
| キジ                     | 動物   | 本州から屋久島、種子島まで生息し、アジア大陸では西はカスピ海から東は中国東北部、ウスリー地方まで、南は中国南部まで分布している。 |
| アオサギ                 | 動物   | ユーラシア大陸、北アフリカに広く分布。日本では北海道、本州中部に分布。 |
| オオコノハズク           | 動物   | Japanese scops owl ロシアのウスリー地方，サハリン島から日本に繁殖分布し、一部は東アジア北部，朝鮮半島に渡って越冬する。日本では北海道では夏鳥で、本州以南では留鳥として分布する。 |
| アオゲラ                 | 動物   | 日本固有種で3亜種があり、アオゲラが本州、佐渡島、粟島、飛島、隠岐諸島に，カゴシマアオゲラが四国地方から九州地方に、タネアオゲラが屋久島と種子島にそれぞれ分布している。 |
| カヤクグリ               | 動物   | 日本固有種で北海道、本州、四国の、亜高山帯上部や高山帯の低木林に棲む。 |
| セグロセキレイ           | 動物   | 日本固有種で、北海道、本州、佐渡島、四国、九州で繁殖する。 |
| アオダイショウ           | 動物   | 日本固有種で、北海道から本州、四国、九州、南限の口之島、伊豆諸島、壱岐、隠岐、対馬、五島列島、大隅諸島などに分布する。 |
| シマヘビ                 | 動物   | 日本固有種で、北海道、本州、四国、九州、大隅諸島に広く分布する。 |
| ジムグリ                 | 動物   | 日本固有種で、北海道、本州、四国、九州、大隅諸島に分布する。 |
| ヤマカガシ               | 動物   | 日本固有種で、本州、四国、九州、佐渡島、隠岐島、壱岐島、五島列島、屋久島、種子島に分布する。 |
| ニホンマムシ             | 動物   | 日本固有種で、北海道、本州、四国、九州に分布する。 |
| ニホントカゲ             | 動物   | 日本固有種。琵琶湖以西の本州、四国、九州に分布。 |
| ヒガシニホントカゲ       | 動物   | 東日本（本州の中部、関東、東北、北海道）とロシア沿海州に分布する。 |
| ニホンカナヘビ           | 動物   | 日本固有種（北海道、本州、四国、九州および周辺の島嶼、壱岐、隠岐、佐渡島、種子島、屋久島、五島列島）。 |
| ニホンイシガメ           | 動物   | 単にイシガメと呼ばれることも多い。日本固有種で、本州、四国、九州に分布。 |
| オオサンショウウオ       | 動物   | 日本列島南西部（岐阜県以西の本州、四国、九州の一部）における固有種。 |
| アカハライモリ           | 動物   | 日本固有種で本州、四国、九州と一部離島に分布。 |
| モリアオガエル           | 動物   | 日本固有種。本州のほとんどすべての都府県に分布するが、四国、九州に確実な産地は知られていない。 |
| キタスナヤツメ           | 動物   | 日本固有種。本州の滋賀県以北の日本各地に分布する。 |
| サケ                     | 動物   | 狭義には種としてのO. keta の標準和名である（通称「シロザケ」）が、広義にはサケ類一般を指すことが多い。シロザケの生息域は北太平洋（ベーリング海、オホーツク海、日本海を含む）と北極海の一部。 日本では北海道、本州の利根川以北太平洋側と九州以北日本海側の沿岸に分布。                             |
| イワトコナマズ           | 動物   | 日本固有種で、本州の琵琶湖と瀬田川の一部、および余呉湖のみに分布する。 |
| ビワコオオナマズ         | 動物   | 本州の琵琶湖・淀川水系のみに生息する日本固有種。 |
| ビワマス                 | 動物   | 本州の琵琶湖特産種だが、移殖により諏訪湖、中禅寺湖などにも見られる。 |
| クニマス                 | 動物   | 絶滅種とされている。本州の秋田県田沢湖の特産種であった。 |
| イチモンジタナゴ         | 動物   | 日本固有種。本州の琵琶湖・淀川水系、和歌山県紀ノ川水系、福井県三方湖、濃尾平野に分布。岩手県閉伊川水系、岡山平野にも移植。 |
| ミヤコタナゴ             | 動物   | 日本固有種。本州の関東平野の一部に局所的に生息する。 |
| アブラヒガイ             | 動物   | 日本固有種であるヒガイの亜種で、本州の琵琶湖特産。 |
| ビワヒガイ               | 動物   | 日本固有種であるヒガイの亜種で、本州の琵琶湖と瀬田川に分布していたが、移殖により各地に定着しつつある。 |
| ゲンゴロウブナ           | 動物   | 本州の琵琶湖・淀川水系原産の日本固有種であるが、各地に移殖されている。 |
| ニゴロブナ               | 動物   | 本州の琵琶湖本体や琵琶湖につながる河川、用水路などに生息する日本固有種。 |
| ホンモロコ               | 動物   | 本州の琵琶湖・淀川水系の特産種だが、移殖により諏訪湖（長野県）、山中湖（山梨県）、奥多摩湖（東京都）、厚東川（山口県）などにも分布する。 |
| ゼゼラ                   | 動物   | 日本固有種。本州の濃尾平野、琵琶湖・淀川水系、山陽地方、九州北部に不連続に自然分布する。 |
| アブラボテ               | 動物   | 日本固有種。濃尾平野以西の本州、四国北部、九州北部、淡路島）。かつては朝鮮半島にも分布するとされていたが、朝鮮半島の個体群は1990年代以降にコウライボテ (T. koreensis)、ソムジンボテ (T. somjinensis)、ラクトウボテ (T. latimarginata) として分離されたため、本種は日本固有種となっている。        |
| コシノハゼ               | 動物   | 日本固有種。本州の新潟県と山形県に生息する淡水魚。 |
| ノコギリヨウジ           | 動物   | Doryrhamphus japonicus 八丈島、本州の相模湾から九州までの太平洋側、山口県、琉球列島～台湾、インドネシア。岩礁域にすむ。 |
| ニシシマドジョウ         | 動物   | 日本固有種。本州の東海、北陸、山陰地方に分布する。 |
| オオムラサキ             | 動物   | 日本全土（北海道西部、本州、四国、九州）、台湾、朝鮮、中国に分布する。 1957年日本昆虫学会によって日本の国蝶に指定。 |
| ギフチョウ               | 動物   | 日本固有種。本州のみに分布し北は秋田県から南は山口県まで見られる。 |
| イボタガ                 | 動物   | インドから中国南部を経て日本に分布し、日本産はjaponicaという亜種に分類される。北海道、本州、四国、九州、屋久島に分布する。 |
| ヒメハルゼミ             | 動物   | 日本固有種。本州、四国、九州、屋久島、奄美大島などに分布。 |
| キュウシュウエゾゼミ     | 動物   | 日本固有種。本州（中国地方西部）・四国・九州に分布。 |
| クマゼミ                 | 動物   | 日本固有種。本州の関東地方から琉球諸島にかけて普遍的に分布する。 |
| ムカシヤンマ             | 動物   | 日本固有種。本州、九州に分布。 |
| ムカシトンボ             | 動物   | 日本固有種。北海道、本州、四国、九州に、島嶼では隠岐諸島、天草諸島に分布。 |
| ダイリフキバッタ         | 動物   | 日本固有種。本州（鳥取県・岡山県から長野県西部まで局地的に分布） |
| カワラバッタ             | 動物   | 日本固有種。北海道、本州（含：隠岐）、四国、九州に分布する。 |
| アオタマムシ             | 動物   | 日本固有種。本州、四国、九州に局所的に分布。 |
| ゲンジボタル             | 動物   | 日本固有種。本州、四国、九州に分布する。 |
| ウエツキブナハムシ       | 動物   | 日本固有種。本州、四国、九州に分布する。 |
| アオオサムシ             | 動物   | 日本固有種。近畿地方以北の本州に分布する。 |
| ヤシャゲンゴロウ         | 動物   | 日本固有種。本州の福井県南越前町夜叉ヶ池のみに生息する。 |
| フサヒゲルリカミキリ     | 動物   | 日本固有種。北海道と本州（岩手県、群馬県、神奈川県、山梨県、長野県、鳥取県、岡山県、広島県）で記録があるが、2020年時点で確実に生息が確認されているのは岡山県のみ。 |
| サワガニ                 | 動物   | 日本固有種。本州、四国、九州の谷川の清流にすむ。南限はトカラ列島北端の口之島。 |
| タカアシガニ             | 動物   | 日本での生息域は本州の岩手県から九州までの太平洋沿岸。日本近海の固有種と言われていたが、1989年に台湾の東方沖で見つかっている。 |
| ミズヒキガニ             | 動物   | 日本固有種。本州、四国、九州の全沿岸の水深30 - 80メートルにすむ。 |
| ヌカエビ                 | 動物   | 日本固有種。本州の愛知県知多半島と新潟県村上市を結ぶ線より北に分布する。 |
| アカザエビ               | 動物   | 日本固有種。本州の房総半島沖から九州の日向灘にかけて分布する。 |
| カクレエビ               | 動物   | 日本固有種。本州の相模湾から九州まで分布する。 |
| ザリガニ                 | 動物   | 日本固有種。北海道日高山脈から本州の東北地方にかけて分布する。太平洋側の南限は岩手県二戸市、日本海側は秋田県大館市。二ホンザリガニとも言う。 |
| セタシジミ               | 動物   | 本州の琵琶湖およびその下流水系の固有種。河口湖，山中湖などに移入され，繁殖している。 |
| ナガタニシ               | 動物   | 日本固有種。本州の滋賀県、京都府、大阪府に分布する。 |
| スギ                     | 植物   | 日本特産。本州北端から屋久島まで分布する。 |
| モミ                     | 植物   | 日本特産。本州の岩手・秋田両県以西から九州の屋久島まで分布する。 |
| コウヤマキ               | 植物   | 日本特産。本州の福島県以南から九州の山地に分布する。 |
| ブナ                     | 植物   | 日本特産。北海道渡島半島から九州鹿児島県高隈山に分布し、本州中部の山地では標高 1,000m-1,500m付近のブナ帯と呼ばれる落葉広葉樹林を構成する。 |
| イヌブナ                 | 植物   | 日本特産。本州、四国、九州の主に太平洋側の土壌の浅い急斜面地などに分布しており、ブナとも混交する。 |
| ハマナス                 | 植物   | アジア東部の温帯と亜寒帯に広く生じ、日本では北海道に多く、南は太平洋側は本州の茨城県、日本海側は鳥取県まで分布する。 |
| コアジサイ               | 植物   | 日本固有種で、本州の関東地方以西、四国、九州に分布する。 |
| ツガ                     | 植物   | 福島県以西の本州から九州、および韓国の鬱陵島に分布する。 |
| オサバグサ               | 植物   | 日本固有種で、本州の中部地方から東北地方の亜高山帯針葉樹林に分布する。 |
| テングノムギメシ         | 植物   | 日本特産で、本州の富士火山帯およびその付近の標高1,000メートル以上の火山性山地だけに産する。 |
| チャキツネノカラカサタケ | 菌類   | 日本固有種（本州の京都・滋賀に分布） |
| キヒダカラカサタケ       | 菌類   | 日本固有種（本州の京都・滋賀に分布） |
| キウロコテングタケ       | 菌類   | 日本固有種（本州の京都・滋賀、九州の熊本に分布） |
| ササクレシロオニタケ     | 菌類   | 日本固有種（本州の長野・新潟・大阪・鳥取に分布） |
| ドウシンタケ             | 菌類   | 日本固有種（本州から九州に分布） |
| シロオニタケモドキ       | 菌類   | 日本固有種（本州の滋賀・京都・兵庫・大分） |
| シロテングタケ           | 菌類   | 日本固有種（本州以南） |
| イボコガネテングタケ     | 菌類   | 日本固有種（本州の京都・滋賀） |